# Klasztor Chorin

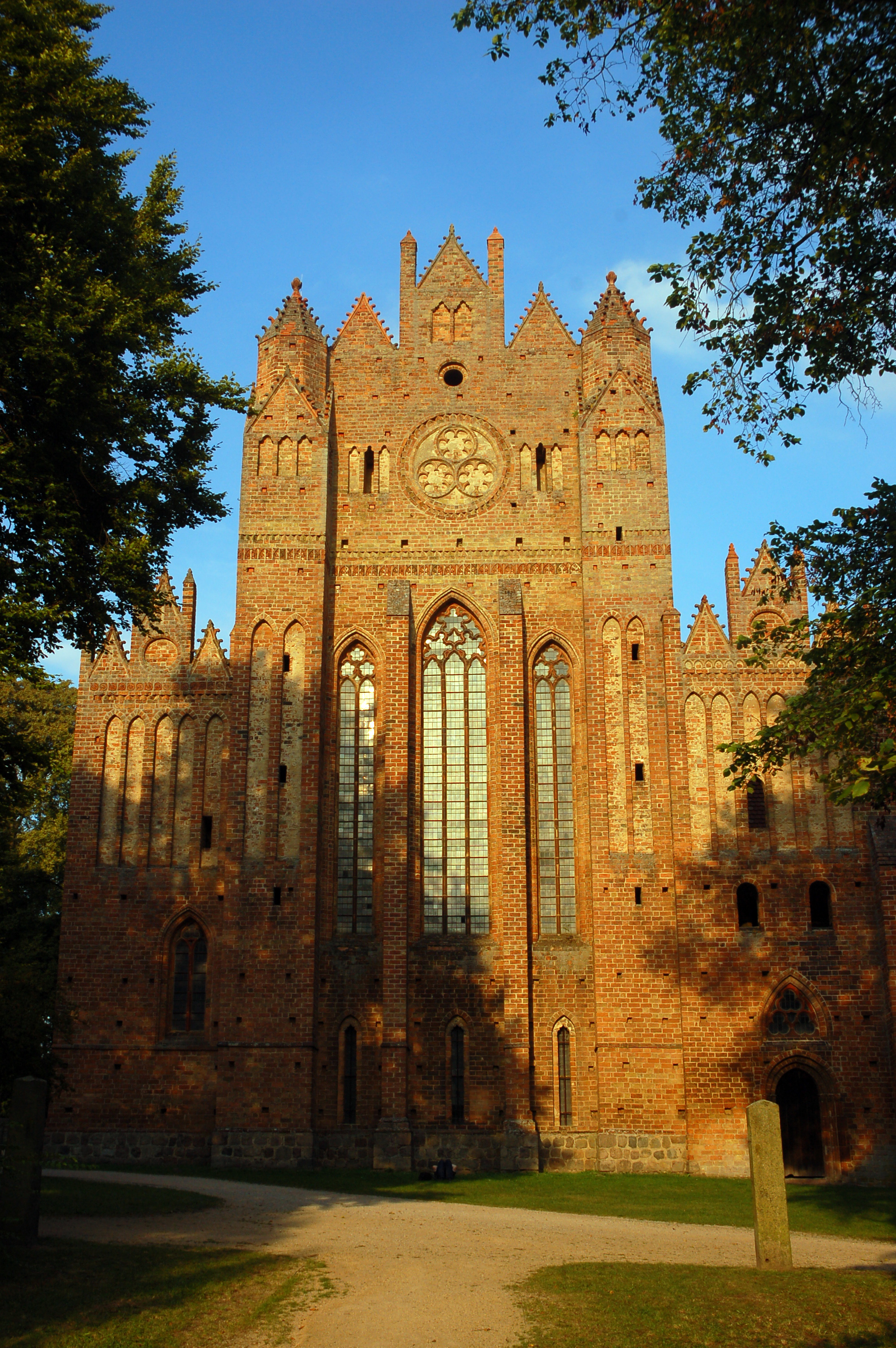
Fasada zachodnia kościoła klasztornego

Klasztor Chorin (niem. Kloster Chorin) – gotycki zespół klasztorny położony w pobliżu miasta Chorin w powiecie Barnim (Brandenburgia, Niemcy) ok. 20 km na zachód od granicy polsko-niemieckiej na Odrze. Dawne opactwo cystersów, sekularyzowane w 1542, obecnie w częściowej ruinie. Ze względu na bogactwo form architektonicznych z XIV w. zespół ten zaliczany jest do najcenniejszych przykładów gotyku ceglanego.

## Dzieje
Klasztor Chorin jest obiektem i ośrodkiem monastycznym o metryce sięgającej wieku XIII. Jednakże geneza klasztoru jest wcześniejsza, w pobliżu Chorin, w XII wieku powstał klasztor cysterski przy jeziorze Parsteiner See, na półwyspie Pelichtzwerden, założony przez Ottona I (ok. 1130–1184) – margrabiego brandenburskiego z dynastii askańskiej, syna Albrechta Niedźwiedzia. Znany pod nazwą Mariensee klasztor był filiacją opactwa Lehnin. Jednakże ze względu na trudne warunki do uprawiania rolnictwa w okolicach jeziora spowodowane częstymi wylewami wody w głąb lądu mnisi postanowili przenieść swoją siedzibę. Wybór padł na dzisiejsze miejsce, w pobliżu jeziora Choriner See (obecnie Amtsee). Nowy klasztor został po raz pierwszy wzmiankowany w źródłach w 1273. Prawdopodobnym fundatorem opactwa był margrabia Jan IV, choć przeniesienie cystersów do obecnego Chorin zainicjował jeszcze za życia Jan I, który zmarł w 1266. Tłem historycznym był podział dynastii askańskiej na dwie linie (Ottońska – od margrabiego Ottona III, oraz linia jego brata Jana), a wraz z tym podział wpływów na terenie Marchii Brandenburskiej. Tereny Nowej Marchii przypadły Janowi I. Macierzysty klasztor Lehnin znajdował się w strefie wpływów linii margrabiego Ottona III, stąd też była konieczność założenia nowej fundacji klasztornej na terenie Nowej Marchii. Przeniesienie Cystersów było zatwierdzone w 1276 przez margrabiów ze starszej linii przez margrabiów Jana II, Ottona IV i Konrada I.
Budowa wielkiego założenia trwała na przełomie XIII i XIV w. Prawdopodobnie do 1280 r. zostało wzniesione prezbiterium oraz wschodnie skrzydło klasztoru, do 1300 r. trwały prace przy korpusie nawowym, zachodniej fasadzie i południowym skrzydle klasztornym, zakończono prace ok. 1319 r. W 1334 poświęcono ołtarz główny w kościele klasztornym oraz sześć kolejnych, co ma związek z zakończeniem budowy klasztoru. W opactwie oprócz kościoła i części monastycznej znajdował się przytułki dla ubogich i chorych, oraz tzw. sala książęca, miejsce zebrań margrabiów, oraz grafów. Klasztor Chorin w XIV w. cieszył się dużym prestiżem, m.in. ze względu na liczne odpusty. W XV w. zakonnicy nabywali kolejne ziemie, byli wspierani przez biskupów brandenburskich i książąt, którzy od XIV w. byli elektorami Rzeszy. miejscowych dobrodziejów, jednakże ekspansja majątków i gospodarcza hegemonia wywoływały spory z miejscowymi chłopami, szlachtą oraz mieszczaństwem z Eberswalde. Od reformacji znaczenie klasztoru Chorin upadło. Nauki Marcina Lutra na terenie elektoratu brandenburskiego zostały przyjęte przez większość społeczeństwa. Elektor brandenburski Joachim II dokonał sekularyzacji klasztoru. Po śmierci ostatniego mnicha klasztor pełnił funkcję gościńca, znajdowały się też stajnie dla koni, odbywały się sądy. Podczas wojny trzydziestoletniej klasztor wraz z bogatym wystrojem uległ zniszczeniu. Odtąd miał miejsce okres zaniedbania klasztoru, który trwał przez XVIII i początek XIX wieku. W 1817 podjęto prace zabezpieczające i konserwatorskie zespołu klasztornego, którymi kierował Karl Friedrich Schinkel. Natomiast Peter Joseph Lenné uporządkował otoczenie klasztoru, wraz z ogrodami. Malownicze położenie klasztoru i wysokie walory artystyczne spowodowały dalsze konserwacje i adaptacje opactwa na cele kulturalne. Od 1964 odbywają się tu cyklicznie koncerty muzyki dawnej w ramach Choryńskiego Lata Muzycznego (Choriner Muskisommer).

## Architektura

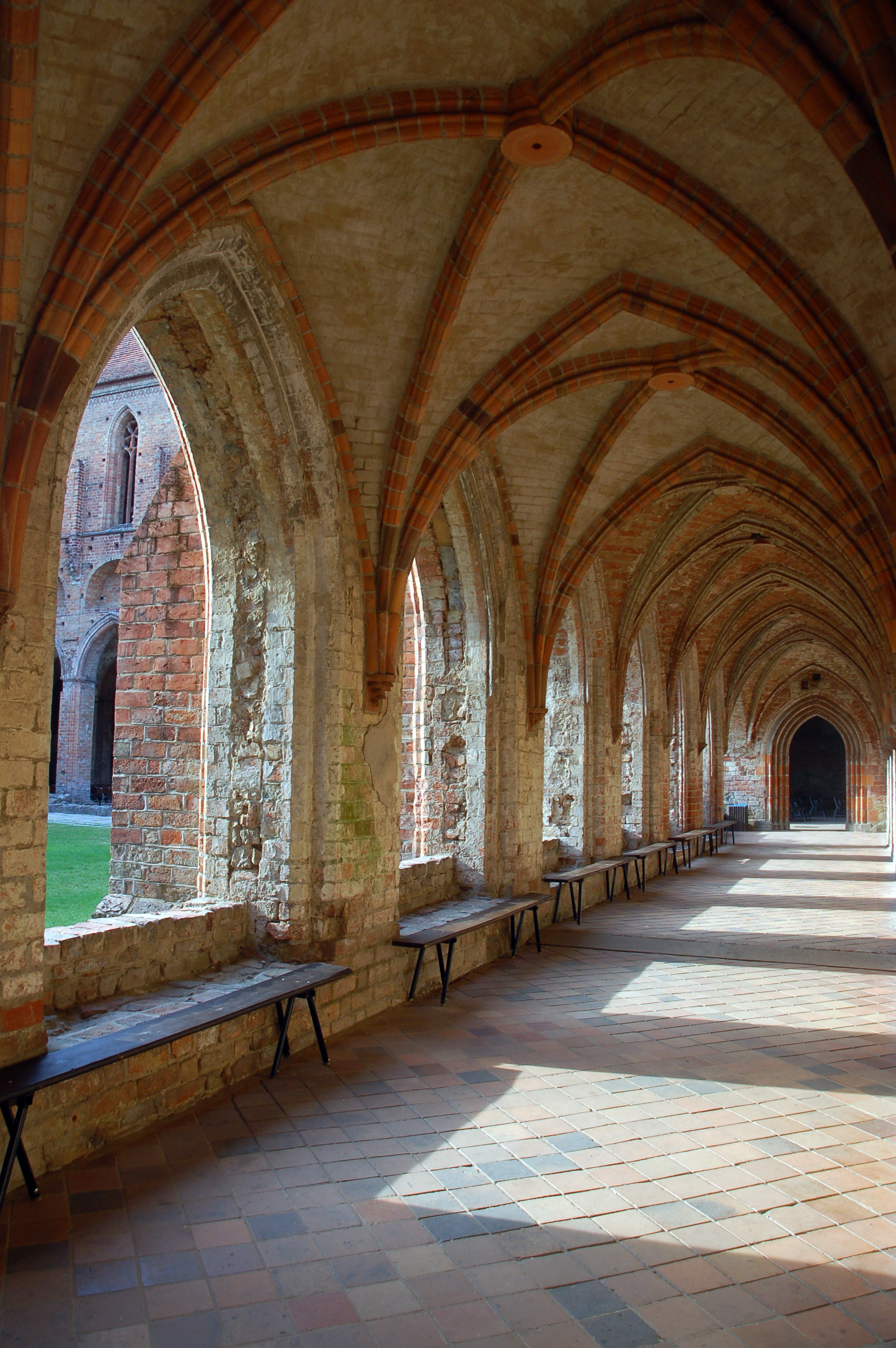
Krużganek klasztoru

Zbudowany w całości z cegły klasztor Chorin składa się z kościoła Najświętszej Marii Panny oraz przylegających do niego zabudowań klasztornych, niegdyś skupionych wokół czworobocznego wirydarza. Nawa południowa kościoła wraz z przylegającym do niej krużgankiem oraz skrzydło południowe klasztoru uległo bezpowrotnemu zniszczeniu wskutek licznych rozbiórek w XVII i XVIII w.

### Kościół
Kościół jest trójnawową (z nawy południowej zachowały się nieliczne fragmenty) bazyliką z transeptem i poligonalnie zamkniętym prezbiterium (7 z 12 boków). Korpus nawowy składa się z jedenastu przęseł, przy czym krótsza nawa południowa połączona jest bezpośrednio z zachodnim skrzydłem klasztoru, które sięga zachodniej części nawy głównej; niegdyś mieściła emporę książęcą. Prezbiterium jest jednoprzęsłowe, po bokach znajdowały się dwukondygnacyjne przybudówki mieszczące m.in. skarbiec i zakrystię. Pierwotnie kościół był w całości nakryty sklepieniem krzyżowo-żebrowym (zachowały się do dziś nasady żeber) wspartym na zachowanych wspornikach i profilowanych służkach, które na wysokości łuków arkad międzynawowych zakończone są kolejnymi wspornikami. Obecnie wnętrze kościoła jest częściowo nakryte prowizorycznym drewnianym stropem. W korpusie nawowym ściany artykułują arkady międzynawowe wsparte na czworobocznych filarach z których co drugi zdobią półkolumny ze skromnie dekorowanymi kapitelami. Ściany nawy głównej mają smukłe ostrołukowe okna które są umieszczone wysoko ponad arkadami międzynawowych. W prezbiterium okna są większe, natomiast ściana zachodnia jest przepruta sześcioma oknami umieszczonymi w dwóch strefach, trzema wąskimi w niższej oraz wielkimi w wyższej strefie, z których najbardziej wyeksponowane jest środkowe. Część okien zdobi ceglana dekoracja maswerkowa, w różnym stanie zachowania w prezbiterium maswerki mają formy uproszczone, m.in. z motywem trzech trójliści, w korpusie nawowym przeważają motywy pięcioliścia.
Na zewnątrz kościół jest oszkarpowany. Masywne uskokowe przypory wspierają naroża absydy, natomiast mniejsze boczne ściany naw, połączone ze sobą łękami oporowymi (w nawie północnej są pod połacią dachu, w południowej zachowały się szczątkowo fragmenty) Mury nawy głównej wieńczy ceramiczny fryz z dekoracją ornamentalną. Kościół nakryty jest wtórnie dachem, na skrzyżowaniu naw znajduje się ośmioboczna wieżyczka na sygnaturkę zwieńczona ostrosłupowym hełmem. Jest to świątynia której architektura ma cechy XIV-wiecznego budownictwa cysterskiego, w którym formy charakterystyczne dla gotyku katedralnego uległy dalekiej redukcji – zrezygnowano ze wzniesienia wież zachodnich i zastosowania na większą skalę elementów rzeźby architektonicznej. Na zewnątrz jednak silnie została wyeksponowana ceglana dekoracja elewacji transeptu i przede wszystkim fasady zachodniej. Krótsze boki transeptów mają ozdobne elewacje z trójkątnymi szczytami ze smukłymi blendami.
Stojąca na kamiennym cokole fasada zachodnia charakteryzuje się trójdzielnymi podziałami wynikającymi z trójnawowego układu świątyni. Trójdzielny układ konsekwentnie jest powtarzany w elewacji nawy głównej, gdzie znajdują się wspomniane okna każde z nich jest oddzielone przyporą. Na skrajach elewacji wznoszą się występujące przed lico ściany kwadratowe wieżyczki schodowe na wysokości szczytu zwieńczone wimpergami powyżej których wznoszą się ośmioboczne, zwieńczenie nakryte niskimi, ceglanymi, ostrosłupowymi hełmami. Trójdzielny układ powtarzają także schodkowe szczyty wieńczące elewacje wszystkich naw wzbogacone sterczynami i żabkami. Ponadto cała fasadę charakteryzuje typowa dla nadbałtyckiego gotyku ceglanego dekoracja – liczne blendy o zróżnicowanych formach i układach – w układach parzystych na ścianach wieżyczek, oraz górnych partiach naw bocznych i w układach potrójnych w szczycie nawy głównej. Powyżej okien fasady nawy głównej znajduje się podwójny fryz ornamentalny, zaś w obrębie szczytu rozeta ze ślepymi maswerkami z potrójnym motywem sześcioliścia. Bogata dekoracja fasady zachodniej odbiega od typowych dla sztuki Cystersów pauperyzacji form. Wyraża ona wzrastające ambicje margrabiów, dla których była przeznaczona empora na wysokości dwóch zachodnich przęseł, do której wejście znajdowało się z Sali Książęcej w obrębie zabudowań klasztornych.

### Klasztor

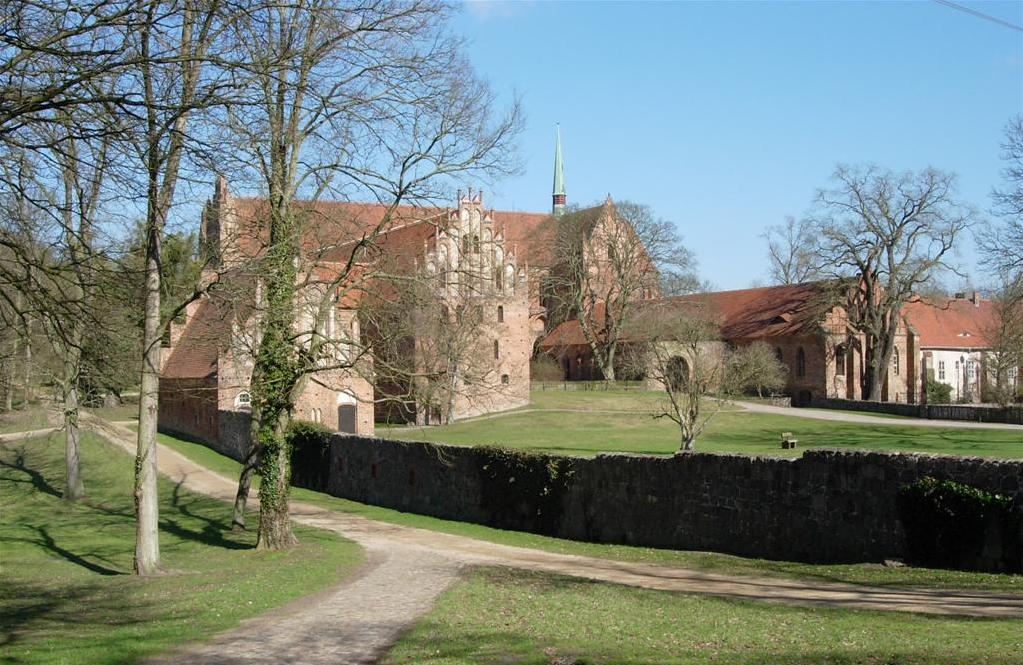
Widok ogólny na zabudowania klasztorne od strony południowo-zachodniej

W obecnym kształcie klasztor składa się z zabudowań skupionych wokół czworobocznego wirydarza, które zgrupowane są w dwóch miejscach. Po rozbiórce południowej nawy kościoła, wraz z przylegającym krużgankiem oraz skrzydła południowego (mieszczącego m.in. refektarz dla mnichów oraz oktogonalny aneks mieszczący studnię) klasztor utracił swoją spójność w planie, zabudowania są obecnie nieco rozproszone. Skrzydło zachodnie mieści przylegającą do kościoła Salę Książęcą, wielki refektarz przeznaczony dla całego konwentu, ganek z furtą łączący powyższy refektarz, kuchnię oraz przylegający od zachodniej strony jednokondygnacyjny budynek browaru. Wszystkie pomieszczenia nakryte są sklepieniem krzyżowo-żebrowym, większość ma układ dwunawowy, halowy. Najbardziej reprezentacyjny charakter ma Sala Książęca, której sklepienie wsparte jest na dwóch kolumnach. Na ścianach zachowały się fragmenty polichromii przedstawiającej m.in. Pokłon Trzech Króli i Sąd Salomona. W dobrym stanie zachowało się ponadto wnętrze kuchni z kominem przy którym usytuowane były piece. W podziemiach zachowały się dobrze sklepione piwnice. Wysoką wartość artystyczną mają elewacje zewnętrzne skrzydła zachodniego, z wysuniętym na zachód ryzalitem mieszczącym furtę oraz elewacje budynku browaru. Do furty prowadzi ostrołukowy portal z profilowanymi ościeżami. Po bokach wejścia dwa ostrołukowe, zamurowane okna. Całość wieńczą trzy wimpergi z żabkami, ponadto środkową zdobi rozeta z maswerkiem. Ryzalit zdobią ceramiczne fryzy motywem liścia winnej latorośli, rzędy smukłych blend, zwieńczenie tworzą trzy wimpergi z rozetami oraz sterczyny.
Północna i południowa elewacja browaru cechuje odmienna artykulacja ścian i forma szczytów. Ściana północna składa się z rzędu ostrołukowych nisz, powyżej których znajduje się fryz ze zwielokrotnionym motywem stylizowanego czteroliścia. Schodkowy szczyt zdobią ostrołukowe blendy. Elewacja południowa jest skromniejsza, w dolnej części znajdują się wejścia do browaru, wieńczy ją trójkątny szczyt z ostrołukowymi blendami i sterczynami. Odmienny w formie schodkowy szczyt zdobi także południową elewację zachodniego skrzydła klasztoru.
Skrzydło wschodnie mieściło m.in. zakrystię, bibliotekę, parlatorium, salę dla pielgrzymów, karcer, oraz salę dla braci. Do skrzydła przylega prostopadle ustawiony budynek niegdyś mieszczący dormitoria oraz pomieszczenia gospodarcze.
Wirydarz był otoczony ze wszystkich stron krużgankiem, z których zachowały się dwa skrzydła. Sklepienia wsparte są na ozdobnych wspornikach z motywami roślinnymi (m.in. liście palmetowe, akantu, winnej latorośli, plecionki gałęzi) oraz zoomorficznymi (wilki, smoki, ptaki oraz hybrydy).
Klasztor Chorin i jego zróżnicowana dekoracja architektoniczna wystawiają wysokie świadectwo znajomości nadbałtyckiego gotyku ceglanego, lecz także kamiennej gotyckiej architektury, zwłaszcza budownictwa cysterskiego. Działająca przy wznoszeniu choryńskiego opactwa strzecha budowlana udzielała się w licznych przedsięwzięciach budowlanych bądź wywierał silny wpływ na okoliczne środowiska budownictwa sakralnego na terenie dawnej Marchii po obydwóch stronach Odry, m.in. w Eberswalde, Angermünde, Himmelpfort oraz Bierzwniku, Choszcznie, katedrze w Gorzowie etc.